# 52 (liczba)
52 (pięćdziesiąt dwa) – liczba naturalna następująca po 51 i poprzedzająca 53.

## 52 w nauce
- liczba atomowa telluru
- obiekt na niebie Messier 52
- galaktyka NGC 52
- planetoida (52) Europa

## 52 w kalendarzu
52. dniem w roku jest 21 lutego. Zobacz też co wydarzyło się w 52 roku n.e.